# Roberto Trashorras
Roberto Trashorras Gayoso (Rábade (Lugo, 28 februari 1981) is een Spaans voetballer die bij voorkeur als aanvallende middenvelder speelt. Hij verruilde in 2011 Celta de Vigo voor Rayo Vallecano.

## Carrière
Trashorras kwam in de jaren negentig bij de cantera (jeugdopleiding) van FC Barcelona. Hij doorliep de verschillende jeugdelftallen en in het seizoen 1999/2000 won Trashorras met de Juvenil A, het hoogste jeugdelftal van de club, de Copa del Rey Juvenil. Door twee doelpunten van Trashorras werd met 2-1 gewonnen van RCD Mallorca. De middenvelder speelde destijds samen met onder meer Víctor Valdés, Mikel Arteta en Fernando Navarro. Trashorras speelde in het seizoen 1999/2000 bovendien meerdere wedstrijden bij FC Barcelona B. In het seizoen 2000/2001 debuteerde hij op 24 april 2001 in het eerste elftal tegen UEA Gramenet (3-0) in een wedstrijd voor de Copa de Catalunya. In augustus van dat jaar speelde Trashorras in de oefenwedstrijden tegen Derby County en Blackburn Rovers. Zijn debuut in de Primera División volgde op 7 oktober 2001. Trashorras kwam tegen Deportivo de La Coruña (1-2) twintig minuten voor tijd als vervanger van Alfonso Pérez in het veld. Op 8 november 2001 speelde hij als invaller tegen UE Figueres in de Copa del Rey.
Trashorras verruilde in 2003 het tweede elftal van FC Barcelona voor het tweede elftal van Real Madrid. Hier moest hij in 2005 vertrekken. CD Numancia werd vervolgens zijn nieuwe club, maar één seizoen later vertrok Trashorras naar UD Las Palmas. Vervolgens verkaste hij in 2008 naar Celta de Vigo en weer drie jaar later naar Rayo Vallecano.
Trashorras is de huidige aanvoerder van Rayo Vallecano.
1 Cárdenas ·
2 Rațiu ·
3 Chavarría ·
4 Díaz ·
5 Aridane ·
6 Ciss ·
7 Isi ·
8 Trejo  ·
9 De Tomás ·
10 James ·
11 Nteka ·
12 Guardiola ·
13 Batalla ·
14 Camello ·
15 Gumbau ·
16 Mumin ·
17 U. López ·
18 Á. García ·
19 de Frutos ·
20 Balliu ·
21 Embarba ·
22 Espino ·
23 Valentín ·
24 Lejeune ·
25 Montiel ·
27 Pelayo ·
29 Méndez ·
Coach: Pérez
· Assistent-coach: Adrián